# Lista över tyska ordspråk och talesätt
Detta är en lista över tyska ordspråk och talesätt, med svenska översättningar.

## A
- Alles Vergängliche ist nur ein Gleichnis – "Allt förgängligt är bara en sinnebild" (Johann Wolfgang Goethe)
- Also sprach Zarathustra – "Sålunda talade Zarathustra" (titel på Nietzsches berömda filosofiska verk)
- Arbeit macht frei - "Arbete ger frihet" (motto över ingången till koncentrationslägren i bland annat Auschwitz, Dachau och Sachsenhausen; efter titeln till en roman av Lorenz Diefenbach)
- Auch ich war in Arkadien geboren – "Även jag föddes i Arkadien" (inledningsord till Schillers dikt Resignation)
- Auf Flügeln des Gesanges – "På sångens vingar" (Heinrich Heine)
- Auf des Meisters Worte schwören – "Svära på mästarens ord" (i Goethes Faust)

## B
- Blinder Eifer schadet nur – "Blind iver är bara till skada" (tillskrives M.G. Lichtwer)
- Blut ist ein ganz besonderer Saft – "Blod är en högst besynnerlig vätska" (i Goethes Faust)

## D
- Da liegt der Hund begraben – "Där ligger hunden begravd", dvs "däri ligger förklaringen". Används synonymt med "Das also war des Pudels Kern"
- Daran erkenn' ich meine Pappenheimer – "Därpå känner jag mina Pappenheimare", känna sina Pappenheimare, dvs. känna sitt folk eller vem man har att göra med (uttryck i Schillers Wallensteins Tod om fältherren Gottfried Heinrich zu Pappenheims soldater)
- Das also war des Pudels Kern – "Det var alltså pudelns kärna" dvs. den verkliga innebörden eller avsikten (i Goethes Faust)
- Das Beste ist gut genug –"Det bästa är gott nog" (Goethe)
- Das Ding an sich – "Tinget i sig", saken i sig själv (enligt filosofen Immanuel Kants formulering i Kritik der reinen Vernunft är verkligheten sådan den är i sig själv oberoende av vårt sätt att uppfatta den)
- Das Gesetz ist der Freund der Schwachen – "Lagen är den svages beskyddare" (Schiller)
- Das Land, wo die Zitronen blühn'  – "Landet där citronträden blommar", dvs. Italien (Goethe)
- Der brave Mann denkt an sich selbst zuletzt – "Den tappre tänker sist på sig själv" (Schiller)
- Der Mohr hat seine Schuldigkeit getan, der Mohr kann gehen – "Moren har gjort sin plikt, moren kan gå" (Schiller)
- Der Starke ist am mächstigsten allein – "Den starke är som mäktigast ensam" (Schiller)

## E
- Eile mit Weile – "Skynda lagom"; "sakta i backarna"
- Einmal ist keinmal – "En gång är ingen gång"
- Erst kommt das Fressen, dann kommt die Moral – "Först kommer födan, sen kommer moralen", från Tolvskillingsoperan av Bertolt Brecht.
- Es isst der Mensch und frisst das Pferd und manchmal ist es umgekehrt. –"Människan äter och hästen betar och ibland är det tvärtom" dvs att någon frossar eller äter som ett djur.
- Es ist eine alte Geschichte – "Det är en gammal historia" (Heine)

## F
- Freude, schöner Götterfunken – "Glädje, sköna gudagnista" (Schiller)

## G
- Gefundenes Fressen – "Funnen föda" dvs. något som kommer väl till pass
- Gottes Mühlen mahlen langsam –"Guds kvarnar mal långsamt"
- Gott Schütze uns vor schlechten Wind, und Biere die aus Bremen sind. –"Må Gud skydda oss från onda vindar och öl som kommer ifrån Bremen."

## H
- Hinter schwedischen Gardinen sitzen – "Sitta bakom svenska gardiner", det vill säga i fängelse

## I
- Im wunderschönen Monat Mai – "I den undersköna månaden maj" (inledningsorden till en dikt av Heine)

## J
- Jedem das seine - "åt var och en det han förtjänar" (motto över ingången till koncentrationslägret Buchenwald; en översättning av principen suum cuique i den romerska rätten, ursprungligen myntat av Platon)
- Jeder hat so viel Recht wie er Macht hat – "Var och en har så mycket rätt som han har makt" (Baruch Spinoza)
- Je gelehrter, je verkehrter – "Ju lärdare desto galnare"
- Jemanden ins Bockshorn jagen - vilseleda någon eller skrämma någon
- Jenseits von Gut und Böse – "Bortom gott och ont" (titel på ett arbete av Nietzsche)

## K
- Kinder und Narren sprechen die Wahrheit – "Barn och dårar talar sanning"
- Kunst ist die rechte Hand der Natur – "Konst är naturens högra hand" (Schiller)

## M
- Macht geht vor Recht –"Makt går före rätt" (tillskrives Otto von Bismarck)
- Mann soll die Stimmen wägen und nicht zählen –"Man ska väga rösterna och inte räkna dem" (Schiller)
- Mehr Licht – "Mera ljus!" (enligt traditionen Goethes sista ord på dödsbädden)
- Mit der Dummheit kämpfen Götter selbst vergebens – "Mot dumheten kämpar själva gudarna förgäves" (Schiller: Jungfrun från Orleans) (tillskrives den grekiske filosofen Zenon[förtydliga] 3.9, enligt Pelle Holm i boken Bevingade ord)

## N
- Neue Besen kehren gut – "Nya kvastar sopar bäst"
- Nur die Lumpe sind bescheiden – "Endast trashankarna är blygsamma" (Goethe)

## O
- Ohne dich, meine Sonne – "Utan dig, min sol"

## P
- Platz an der Sonne – "Plats i solen" (uttryck av rikskansler Bernhard von Bülow då han i riksdagen 1897 försvarade Tysklands intressepolitik i Kina)
- Putz weg – "puts väck", borta, försvunnen

## S
- Scheiße auf der Gardinenstange sieht nicht aus und hält nicht lange.  –"Skit på gardinstången ser inte bra ut och håller inte länge"
- Scheiße in der Lampenschale gibt gedämpftes Licht im Saale.  –"Skit i lampskärmen ger dovt ljus i salen"
- Schwamm drüber – "Sudda bort!", dvs. nu talar vi inte mer om den saken (i Tiggarstudenten)
- Seid umschlungen, Millionen – "Varen omfamnade, miljoner", dvs. alla människor (i Schillers hymn An die Freude, Till glädjen)
- Sturm und Drang – "Storm och trängtan" (benämning på en epok i tysk litteratur under slutet av 1700-talet; namnet härrör från ett drama av F.M. von Klinger)

## U
- Über allen Gipfeln ist Ruh – "Över alla toppar är ro" (Goethe)
- Umwertung aller Werte – "Omvärdering av alla värden" (Nietzsche)
- Untergang des Abendlandes – "Västerlandets undergång" (Oswald Spengler)
- Unter uns – "Oss emellan"
- Unkraut vergeht nicht - "Ogräs förgås icke" (det svenska uttrycket "ont krut förgås icke" är en förvanskning av detta tyska ordspråk)

## V
- Viel Geschrei und wenig Wolle – "Mycket skrik och föga ull" dvs. mycket väsen för ingenting.
- Von oben –"Ovanifrån" dvs. överlägset eller nedlåtande.

## W
- Was man nicht versteht, besitzt man nicht – "Det man inte förstår äger man inte" (Goethe)
- Wenn jemand eine Reise tut, so kann er was erzählen – "När någon gör en resa så kan han berätta något (den tyske folkskalden Matthias Claudius)
- Wovon man nicht sprechen kann, darüber muß man schweigen - "Varom man icke kan tala, måste man tiga" (Ludvig Wittgenstein, sista satsen i Tractatus Logico-Philosophicus.)

## Z
- Zwei Seelen und ein Gedanke – "Två själar och en tanke" (Friedrich Halm)